# LNB Pro A 2021-22
La LNB Pro A 2021-2022, denominada por motivos de patrocinio Betclic Élite, fue la edición número 100 de la Pro A, la máxima competición de baloncesto de Francia. La temporada regular comenzó el 2 de octubre de 2021 y finalizó el 3 de mayo de 2022. Se proclamó campeón el ASVEL Lyon-Villeurbanne, que lograba así su vigésimo primer título.

## Equipos temporada 2021-22
| Equipo                        | Ciudad              | Pabellón                                     | Capacidad   |
| ----------------------------- | ------------------- | -------------------------------------------- | ----------- |
| AS Monaco Basket              | Fontvieille, Monaco | Salle Gaston Médecin                         | 3700        |
| ASVEL                         | Villeurbanne        | Astroballe                                   | 5556        |
| BCM Gravelines-Dunkerque      | Gravelines          | Sportica                                     | 3043        |
| Champagne Châlons-Reims       | Châlons / Reims     | Complexe René-Tys / Pierre de Coubertin      | 2781 / 2791 |
| Cholet Basket                 | Cholet              | La Meilleraie                                | 5191        |
| Élan Béarnais Pau-Lacq-Orthez | Pau                 | Palais des Sports de Pau                     | 7707        |
| ESSM Le Portel                | Le Portel           | Chaudron                                     | 3500        |
| Fos Provence Basket           | Fos-sur-Mer         | Halle des sports Parsemain                   | 1750        |
| JDA Dijon Basket              | Dijon               | Palais des Sports Jean-Michel Geoffroy       | 4628        |
| JL Bourg-en-Bresse            | Bourg-en-Bresse     | Ekinox                                       | 3548        |
| Le Mans Sarthe Basket         | Le Mans             | Antarès                                      | 6023        |
| Limoges CSP                   | Limoges             | Beaublanc                                    | 5516        |
| Metropolitans 92              | Levallois-Perret    | Palais des Sports Marcel Cerdan              | 3051        |
| Nanterre 92                   | Nanterre            | Palais des Sports / Halle Georges Carpentier | 3000 / 5009 |
| Orleans Loiret                | Orleans             | Palais des Sports                            | 3,222       |
| Paris Basketball              | Paris               | Halle Georges-Carpentier                     | 4746        |
| Roanne                        | Roanne              | Halle André Vacheresse                       | 5,000       |
| SIG Basket                    | Strasbourg          | Rhénus Sport                                 | 6200        |

## Temporada regular

### Clasificación
| Pos. | Equipo                  | PJ | G  | P  | PF   | PC   | DP   | Pts | Clasificación o descenso    |
| ---- | ----------------------- | -- | -- | -- | ---- | ---- | ---- | --- | --------------------------- |
| 1    | ASVEL                   | 34 | 26 | 8  | 2919 | 2642 | +277 | 60  | Clasificación para playoffs |
| 2    | Monaco                  | 34 | 25 | 9  | 2951 | 2732 | +219 | 59  | Clasificación para playoffs |
| 3    | Levallois Metropolitans | 34 | 24 | 10 | 2956 | 2730 | +226 | 58  | Clasificación para playoffs |
| 4    | Limoges CSP             | 34 | 20 | 14 | 2700 | 2554 | +146 | 54  | Clasificación para playoffs |
| 5    | JDA Dijon               | 34 | 20 | 14 | 2769 | 2773 | −4   | 54  | Clasificación para playoffs |
| 6    | ÉB Pau-Lacq-Orthez      | 34 | 19 | 15 | 2794 | 2791 | +3   | 53  | Clasificación para playoffs |
| 7    | SIG Strasbourg          | 34 | 19 | 15 | 2889 | 2755 | +134 | 53  | Clasificación para playoffs |
| 8    | Cholet                  | 34 | 18 | 16 | 2778 | 2790 | −12  | 52  | Clasificación para playoffs |
| 9    | Le Mans Sarthe          | 34 | 17 | 17 | 2810 | 2741 | +69  | 51  |                             |
| 10   | Nanterre 92             | 34 | 17 | 17 | 2877 | 2835 | +42  | 51  |                             |
| 11   | JL Bourg                | 34 | 15 | 19 | 2661 | 2606 | +55  | 49  |                             |
| 12   | BCM Gravelines          | 34 | 13 | 21 | 2792 | 2845 | −53  | 47  |                             |
| 13   | Chorale Roanne          | 34 | 13 | 21 | 2905 | 3021 | −116 | 47  |                             |
| 14   | ESSM Le Portel          | 34 | 13 | 21 | 2634 | 2797 | −163 | 47  |                             |
| 15   | Paris Basketball        | 34 | 13 | 21 | 2772 | 2963 | −191 | 47  |                             |
| 16   | Fos Provence Basket     | 34 | 12 | 22 | 2576 | 2744 | −168 | 46  |                             |
| 17   | Orléans Loiret          | 34 | 12 | 22 | 2680 | 2915 | −235 | 46  | Descenso a Pro B            |
| 18   | Champagne Châlons Reims | 34 | 10 | 24 | 2793 | 3022 | −229 | 44  | Descenso a Pro B            |

 Fuente: LNB.fr
Criterios de clasificación: 1) puntos; 2) enfrentamientos directos; 3) Diferencia de puntos; 4) Puntos anotados.

## Play-offs
|  | Cuartos de final | Cuartos de final        | Cuartos de final | Cuartos de final   | Cuartos de final | Cuartos de final | Cuartos de final |                         |    | Semifinales | Semifinales | Semifinales | Semifinales | Semifinales | Semifinales | Semifinales             |    |    | Final | Final | Final | Final | Final | Final | Final |  |
|  |                  |                         |                  |                    |                  |                  |                  |                         |    |             |             |             |             |             |             |                         |    |    |       |       |       |       |       |       |       |  |
|  |                  |                         |                  |                    |                  |                  |                  |                         |    |             |             |             |             |             |             |                         |    |    |       |       |       |       |       |       |       |  |
|  | 1                | ASVEL Lyon-Villeurbanne | 70               | 82                 | 84               |                  |                  |                         |    |             |             |             |             |             |             |                         |    |    |       |       |       |       |       |       |       |  |
|  | 1                | ASVEL Lyon-Villeurbanne | 70               | 82                 | 84               |                  |                  |                         |    |             |             |             |             |             |             |                         |    |    |       |       |       |       |       |       |       |  |
|  | 8                | Cholet                  | 74               | 66                 | 82               |                  |                  |                         |    |             |             |             |             |             |             |                         |    |    |       |       |       |       |       |       |       |  |
|  | 8                | Cholet                  | 74               | 66                 | 82               |                  | 1                | ASVEL Lyon-Villeurbanne | 81 | 101         | 73          |             |             |             |             |                         |    |    |       |       |       |       |       |       |       |  |
|  |                  |                         |                  |                    |                  |                  |                  | ASVEL Lyon-Villeurbanne | 81 | 101         | 73          |             |             |             |             |                         |    |    |       |       |       |       |       |       |       |  |
|  |                  |                         | 5                | JDA Dijon          | 68               | 90               | 61               |                         |    |             |             |             |             |             |             |                         |    |    |       |       |       |       |       |       |       |  |
|  | 4                | Limoges CSP             | 5                | JDA Dijon          | 68               | 90               | 61               | 70                      | 68 |             |             |             |             |             |             |                         |    |    |       |       |       |       |       |       |       |  |
|  | 4                | Limoges CSP             |                  |                    |                  |                  |                  |                         |    |             |             |             |             |             |             |                         |    |    |       |       |       |       |       |       |       |  |
|  | 5                | JDA Dijon               | 94               | 70                 |                  |                  |                  |                         |    |             |             |             |             |             |             |                         |    |    |       |       |       |       |       |       |       |  |
|  | 5                | JDA Dijon               | 94               | 70                 |                  |                  |                  |                         |    |             |             |             |             |             | 1           | ASVEL Lyon-Villeurbanne | 74 | 91 | 80    | 85    | 84    |       |       |       |       |  |
|  |                  |                         |                  |                    |                  |                  |                  |                         |    |             |             |             |             |             |             |                         | 74 | 91 | 80    | 85    | 84    |       |       |       |       |  |
|  |                  |                         | 2                | AS Mónaco Basket   | 82               | 54               | 83               | 68                      | 82 |             |             |             |             |             |             |                         |    |    |       |       |       |       |       |       |       |  |
|  | 2                | AS Mónaco Basket        | 2                | AS Mónaco Basket   | 82               | 54               | 83               | 68                      | 82 | 87          | 97          | 82          |             |             |             |                         |    |    |       |       |       |       |       |       |       |  |
|  | 2                | AS Mónaco Basket        |                  |                    |                  |                  |                  |                         |    |             |             | 82          |             |             |             |                         |    |    |       |       |       |       |       |       |       |  |
|  | 7                | SIG Strasbourg          | 100              | 95                 | 80               |                  |                  |                         |    |             |             |             |             |             |             |                         |    |    |       |       |       |       |       |       |       |  |
|  | 7                | SIG Strasbourg          | 100              | 95                 | 80               |                  | 2                | AS Mónaco Basket        | 94 | 79          | 76          | 85          |             |             |             |                         |    |    |       |       |       |       |       |       |       |  |
|  |                  |                         |                  |                    |                  |                  |                  | AS Mónaco Basket        | 94 | 79          | 76          | 85          |             |             |             |                         |    |    |       |       |       |       |       |       |       |  |
|  |                  |                         | 6                | ÉB Pau-Lacq-Orthez | 65               | 72               | 82               | 83                      |    |             |             |             |             |             |             |                         |    |    |       |       |       |       |       |       |       |  |
|  | 3                | Levallois Metropolitans | 6                | ÉB Pau-Lacq-Orthez | 65               | 72               | 82               | 83                      | 94 | 81          |             |             |             |             |             |                         |    |    |       |       |       |       |       |       |       |  |
|  | 3                | Levallois Metropolitans |                  |                    |                  |                  |                  |                         |    |             |             |             |             |             |             |                         |    |    |       |       |       |       |       |       |       |  |
|  | 6                | ÉB Pau-Lacq-Orthez      | 77               | 71                 |                  |                  |                  |                         |    |             |             |             |             |             |             |                         |    |    |       |       |       |       |       |       |       |  |
|  | 6                | ÉB Pau-Lacq-Orthez      | 77               | 71                 |                  |                  |                  |                         |    |             |             |             |             |             |             |                         |    |    |       |       |       |       |       |       |       |  |
|  |                  |                         |                  |                    |                  |                  |                  |                         |    |             |             |             |             |             |             |                         |    |    |       |       |       |       |       |       |       |  |

## Estadísticas
Hasta el 30 de mayo de 2022.
| Rank | Nombre               | Equipo                  | PPP  |
| ---- | -------------------- | ----------------------- | ---- |
| 1.   | Brandon Jefferson    | ÉB Pau-Orthez           | 18.2 |
| 2.   | Lasan Kromah         | Fos Provence Basket     | 18.0 |
| 3.   | Johnny Berhanemeskel | Chorale Roanne          | 17.8 |
| 4.   | Youssou Ndoye        | Orléans Loiret          | 17.2 |
| 5.   | Will Cummings        | Levallois Metropolitans | 17.2 |

| Rank | Nombre        | Equipo         | APP |
| ---- | ------------- | -------------- | --- |
| 1.   | Benoit Mangin | ESSM Le Portel | 7.2 |
| 2.   | David Holston | JDA Dijon      | 7.1 |
| 3.   | Axel Julien   | JL Bourg       | 6.1 |
| 4.   | Mike James    | AS Monaco      | 6.0 |
| 5.   | Loren Jackson | Chorale Roanne | 5.9 |

| Rank | Nombre         | Equipo                  | RPP |
| ---- | -------------- | ----------------------- | --- |
| 1.   | Chris Horton   | Nanterre 92             | 8.1 |
| 2.   | Youssou Ndoye  | Orléans Loiret          | 8.0 |
| 3.   | Neal Sako      | Champagne Châlons Reims | 7.6 |
| 4.   | Boubacar Toure | Chorale Roanne          | 7.3 |
| 5.   | Bodian Massa   | Fos Provence Basket     | 6.9 |

| Rank | Nombre               | Equipo                  | TPP |
| ---- | -------------------- | ----------------------- | --- |
| 1.   | Chris Horton         | Nanterre 92             | 1.8 |
| 2.   | Ismaël Kamagaté      | Paris Basketball        | 1.6 |
| 3.   | Hamady N'Diaye       | ÉB Pau-Orthez           | 1.6 |
| 4.   | Boubacar Toure       | Chorale Roanne          | 1.1 |
| 5.   | Kostas Antetokounmpo | ASVEL Lyon-Villeurbanne | 1.0 |

### Valoración
| Rank | Nombre            | Equipo                  | VPP  |
| ---- | ----------------- | ----------------------- | ---- |
| 1.   | Chris Horton      | Nanterre 92             | 20.9 |
| 2.   | Brandon Jefferson | ÉB Pau-Orthez           | 17.6 |
| 3.   | David Holston     | JDA Dijon               | 17.4 |
| 4.   | Will Cummings     | Levallois Metropolitans | 17.1 |
| 5.   | TaShawn Thomas    | Le Mans Sarthe Basket   | 17.0 |